# Bionicon
Bionicon ist ein deutscher Fahrradhersteller und gilt als Erfinder der pneumatischen Geometrieverstellung bei Mountainbikes.

## Geschichte
Bionicon nahm im Jahr 2002 die Produktion mit der Herstellung von Mountainbikes auf. Vier Jahre später im Jahr 2006 erfolgte, aufgrund der Optimierung der Infrastruktur, der Umzug in ein neues Firmengebäude, welches bis heute Sitz des Unternehmens ist.

## Produkte
Die Erfindung der Federwegsverstellung durch Miteigentümer Andreas Fels ist mit der Gründung des Unternehmens gleichzusetzen. Das Prinzip der Verstellung wurde durch den Klettergang von Gämsen inspiriert. Weitere  patentierte Entwicklungen rund um das Mountainbike durch Bionicon sind zum Beispiel eine Getriebekurbel, die gemeinsam mit Nicolai, einem anderen deutschen Mountainbikehersteller, entwickelt und vermarktet wird sowie eine neu entwickelte und gewichtsreduzierte Kettenführung.

## Rezeption in der Fachpresse
- Schlecker, Chris 2006, Die Axt im Walde, in: Freeride Magazin 03/2006, S. 80 ff.
- Lesewitz, Henri 2006, Das Ziegenprinzip, in: BIKE Magazin 12/2006, S. 118 ff.
- Sebal, Rainer 2008, EXTRA: Die Bikes und Parts der neuen Saison, S. 7, in: MountainBIKE 09/2008.
- Hain, Johannes 2015, Wenn eine Region das System bestimmt, S. 78–82. in WOMB 02/2015.